# ヘルドクターくられの科学はすべてを解決する!!
『ヘルドクターくられの科学はすべてを解決する!!』（ヘルドクターくられのかがくはすべてをかいけつする）は、科学監修：くられ、原作：○○の主役は我々だ!、作画：加茂ユウジによる日本の漫画作品。『コミックフラッパー』（KADOKAWA）にて、2018年4月号から2022年7月号まで連載。同誌の増刊誌『コミックアルナ』に移籍して、2022年7月13日発売の創刊号から2023年3月号まで連載。
「○○の主役は我々だ！」のコミカライズ第2弾となる作品。小学生のウツ君およびくられが悩みを科学で解決していくストーリー。
単行本第1巻が発売された際には、稲垣理一郎が帯に推薦コメントを寄せている。
『コミックアルナ』2023年7月号より、本作がパワーアップした『ヘルドクターくられの続科学はすべてを解決する!!』の連載を開始。原作がくられ、漫画を加茂ユウジ、○○の主役は我々だ!は制作協力を担当する。
2024年11月号に掲載後、「〇〇の主役は我々だ!」と作家と会社による協議の結果、同年12月号より無期限休載となる。

## 書誌情報
- くられ（科学監修）・○○の主役は我々だ!（原作）・加茂ユウジ（作画）『ヘルドクターくられの科学はすべてを解決する!!』KADOKAWA〈MFコミックス〉、全10巻
  1. 2018年8月23日発売[5][8]、ISBN 978-4-04-065029-6
  2. 2019年2月22日発売[9]、ISBN 978-4-04-065476-8
  3. 2019年8月23日発売[10]、ISBN 978-4-04-065884-1
  4. 2020年2月21日発売[11]、ISBN 978-4-04-064340-3
  5. 2020年8月21日発売[12]、ISBN 978-4-04-064824-8
  6. 2021年2月20日発売[13]、ISBN 978-4-04-680204-0
  7. 2021年8月20日発売[14]、ISBN 978-4-04-680663-5
  8. 2022年2月21日発売[15]、ISBN 978-4-04-681149-3
  9. 2022年9月13日発売[16]、ISBN 978-4-04-681706-8
  10. 2023年4月14日発売[17]、ISBN 978-4-04-682277-2
- くられ（原作）・○○の主役は我々だ!（制作協力）・加茂ユウジ（漫画）『ヘルドクターくられの続科学はすべてを解決する!!』KADOKAWA〈MFコミックス〉、既刊2巻（2024年10月17日現在）
  1. 2024年2月16日発売[18]、ISBN 978-4-04-683291-7
  2. 2024年10月17日発売[19]、ISBN 978-4-04-684064-6